# Carlos Espinoza
Carlos Moisés Espinoza Castro (ur. 1998) – peruwiański zapaśnik walczący w stylu klasycznym. Srebrny medalista mistrzostw panamerykańskich w 2019 i brązowy w 2018. Mistrz panamerykański juniorów w 2017; trzeci w 2016 i 2018 roku.